# Jean Pierre Gamarra
Jean Pierre Gamarra (Lima, 29 de mayo de 1986) es un director de teatro peruano y croata especializado en teatro clásico y ópera.
Conocido por sus montajes de ópera para el Gran Teatro Nacional del Perú y por adaptaciones contemporáneas de teatro clásico como El Misántropo de Molière, La vida es sueño de Pedro Calderón de la Barca, Hamlet de William Shakespeare y su controversial versión de Salomé de Oscar Wilde. Es fundador de la compañía Exodo Teatro.

## Biografía
Empezó a los 16 años haciendo espectáculos teatrales con su familia. Es hermano de la actriz María Grazia Gamarra. Formado en el Instituto Superior de Arte del Teatro Colón de Buenos Aires,máster en dirección por la Accademia per l’Opera italiana de Verona, Italia.y se formó en dirección de teatro lírico en el Instituto Superior de Arte del Teatro Colón de Buenos Aires. Es director de Éxodo teatro y director artístico de la temporada de Teatro clásico que se presenta en el Teatro Municipal de Lima.

## Trayectoria profesional
Comienza su carrera en 2011, dirigiendo la ópera de Wolfgang Amadeus Mozart, Idomeneo, rey de Creta en el Teatro Municipal de Lima, y en 2012 dirige y realiza el diseño de la ópera Erase que era una niña de Timo- juhani Kyllonen para el Teatro Británico. En 2013 hace su debut en el Gran Teatro Nacional de Lima con la ópera contemporánea La ciudad bajo el mar, libreto de Maritza Núñez y música de Nilo Velarde. En 2015 dirigió y realizó el diseño de Le Nozze di Figaro en el Teatro Municipal de Lima.
En 2017 dirige en Lima la ópera Così fan tutte de Wolfgang Amadeus Mozart dentro del marco de Lima Ópera Fest en el Teatro Municipal de Lima.
Entre 2018 y 2022 dirige Pollicino de Hans Werner Henze y Alzira de Giuseppe Verdi en el Gran Teatro Nacional del Perú, La flauta mágica de Mozart en el Teatro Municipal de Lima,The Little prince de Rachel Portman en el Gran Teatro Nacional del Perú y en el Teatro Colón de Bogotá, Carmen de Georges Bizet y La Pérrichole de Jacques Offenbach.
Su puesta en escena de la ópera Alzira de Giuseppe Verdi ha sido elegida como la mejor producción latinoamericana por la Asociación OPERA XXI de España y ha sido la primera coproducción del Gran Teatro Nacional del Perú y el Ministerio de Cultura del Perú con teatros de ópera europeos Opéra Royal de Wallonie (Lieja, Bélgica) y el Palacio Euskalduna de Bilbao (España).

## Trabajo como director
Su historial como director en teatro y ópera, actualizado a diciembre de 2024, es el siguiente:
| Año  | Título                                   | Teatro                               | Autor                                  |
| ---- | ---------------------------------------- | ------------------------------------ | -------------------------------------- |
| 2010 | Detrás de la máscara                     | Teatro Segura                        | Compositores del Romanticismo italiano |
| 2012 | I Pagliacci                              | Centro experimental del Teatro Colón | Ruggero Leoncavallo                    |
| 2013 | Idomeneo                                 | Teatro Municipal de Lima             | Wolfgang Amadeus Mozart                |
| 2013 | Érase que era una niña                   | Teatro Británico                     | Timo-Juhani Killonen                   |
| 2014 | The sound of music                       | Teatro Marsano                       | Rodgers and Hammerstein                |
| 2014 | La ciudad bajo el mar                    | Gran Teatro nacional del Perú        | Nilo Velarde / Maritza Nuñez           |
| 2015 | Le Nozze di Figaro                       | Teatro Municipal de Lima             | Wolfgang Amadeus Mozart                |
| 2017 | Così fan tutte                           | Teatro Municipal de Lima             | Wolfgang Amadeus Mozart                |
| 2018 | Pollicino                                | Gran Teatro Nacional del Perú        | Hans Werner Henze                      |
| 2018 | Alzira                                   | Gran Teatro Nacional del Perú        | Giuseppe Verdi                         |
| 2019 | Die Zauberflöte                          | Teatro Municipal de Lima             | Wolfgang Amadeus Mozart                |
| 2019 | La ciudad bajo el mar (Versión revisada) | Gran Teatro Nacional del Perú        | Nilo Velarde / Maritza Nuñez           |
| 2020 | The Little prince                        | Gran Teatro Nacional del Perú        | Rachel Portman                         |
| 2020 | Alzira                                   | Palacio Euskalduna - Bilbao          | Giuseppe Verdi                         |
| 2021 | The Little prince                        | Teatro Colón de Bogotá               | Rachel Portman                         |
| 2022 | Alzira                                   | Palacio Euskalduna - Bilbao          | Giuseppe Verdi                         |
| 2022 | Carmen                                   | Festival Granda                      | Georges Bizet                          |
| 2022 | Le Misanthrope                           | Alianza Francesa de Lima             | Molière                                |
| 2022 | La vida es sueño                         | Teatro Municipal de Lima             | Pedro Calderón de la Barca             |
| 2022 | La Pérrichole                            | Gran Teatro Nacional del Perú        | Jacques Offenbach                      |
| 2022 | Alzira                                   | Opéra Royal de Wallonie              | Giuseppe Verdi                         |
| 2023 | El Avaro                                 | Alianza Francesa de Lima             | Molière                                |
| 2023 | Salomé                                   | Teatro Británico                     | Oscar Wilde                            |
| 2023 | Otelo                                    | Teatro Municipal de Lima             | William Shakespeare                    |
| 2024 | La Bohème                                | Gran Teatro Nacional                 | Giacomo Puccini                        |
| 2024 | El Tartufo                               | Alianza Francesa de Lima             | Molière                                |
|      | Tosca                                    | Teatro Municipal de Lima             | Giacomo Puccini                        |
|      | Hamlet                                   | Teatro Municipal de Lima             | William Shakespeare                    |
|      | La Finta Giardiniera                     | Teatro Segura                        | Wolfgang Amadeus Mozart                |
|      | La señorita Julia                        | Sala Quilla                          | August Strindberg                      |

## Premios
- Mejor producción latinoamericana por su montaje de la ópera Alzira de Giuseppe Verdi. Otorgado por la Asociación OPERA XXI - España.[16]
- Premio Resistencia a la Cultura 2022[19]
- Premio Luces 2023[20] a mejor obra por Salomé de Oscar Wilde